# Union Touarga
Union Sportive de Touarga Sport Rabat – marokański klub piłkarski z siedzibą w Rabacie. W sezonie 2025/2026 występuje w GNF 1.

## Opis
Klub został założony w 1969 roku. Po raz pierwszy w GNF 1 wystąpił w sezonie 1980/1981, lecz zajął tam ostatnią, 20. lokatę. W całej historii klubu najlepszym wynikiem w najwyższej klasie rozgrywkowej było 8. miejsce w sezonie 2004/2005. Najlepszym wynikiem w pucharze Maroka była 1/8 finału w 2019 roku. Drużyna swoje mecze rozgrywa na Terrain Filine, który może pomieścić 1000 widzów.